# Proeisphora
En Grèce antique, la proeisphora (en grec ancien προεισφορά, littéralement « avance d'impôt ») est une liturgie (service public imposé à un riche particulier) par laquelle un groupe d'hommes riches avance à la cité le montant de l’eisphora (impôt exceptionnel sur le capital) et se rembourse ensuite auprès de l'ensemble des contribuables. L'objectif est essentiellement de pallier la lenteur du recouvrement.

## Histoire
Instituée par Callistratos d'Aphidna dans l'Athènes antique du IVe siècle, la proeisphora porte sur un collège de trois cents personnes, constitué des trois plus riches représentants des cent symmories (groupes fiscaux). En cas de besoin, les trois proeispherontes avancent le montant dû par l'ensemble de leur symmorie, puis se remboursent auprès de ses membres, même si cela n'était pas toujours possible, auquel cas, le proeisphoronte prenait à sa charge tout ou partie de la liturgie. La proeisphora constitue cependant une liturgie de coût relativement faible : pour une eisphora de 60 talents, chaque proeisphoronte doit avancer 1200 drachmes, soit trois à cinq fois moins d'argent que pour une chorégie ou une triérarchie.